# سوولود بوبروف
سوولود بوبروف (روسی: Все́волод Миха́йлович Бобро́в؛ IPA: [ˈfsʲevələd bɐˈbrof]; ۱ دسامبر ۱۹۲۲ – ۱ ژوئیهٔ ۱۹۷۹) بازیکن فوتبال و بازیکن هاکی روی یخ اهل اتحاد جماهیر شوروی سوسیالیستی بود.
وی همچنین برندهٔ جوایزی همچون نشان لنین شده‌است.
از باشگاه‌هایی که در آن بازی کرده‌است می‌توان به باشگاه فوتبال اسپارتاک مسکو و باشگاه فوتبال زسکا مسکو اشاره کرد.
وی همچنین در تیم ملی فوتبال شوروی بازی کرده‌است.